# جيمي ميلر (لاعب كرة قدم)
جيمي ميلر (بالإنجليزية: Jimmy Millar)‏ (20 نوفمبر 1934 بإدنبرة في المملكة المتحدة - 20 أكتوبر 2022) هو مدرب كرة قدم ولاعب كرة قدم بريطاني في مركز الهجوم. شارك مع منتخب اسكتلندا لكرة القدم. أما مع النوادي، فقد لعب مع دندي يونايتد ودونفرملين أثلتيك ونادي رينجرز.

## وصلات خارجية
- جيمي ميلر على موقع الاتحاد الإسكتلندي (الإنجليزية)
- جيمي ميلر على موقع قاعدة بيانات كرة القدم.إي يو (الإنجليزية)
- جيمي ميلر على موقع ناشيونال فوتبول تيمز (الإنجليزية)
- جيمي ميلر على موقع عالم كرة القدم.نت (الإنجليزية)